# Basava Premanand

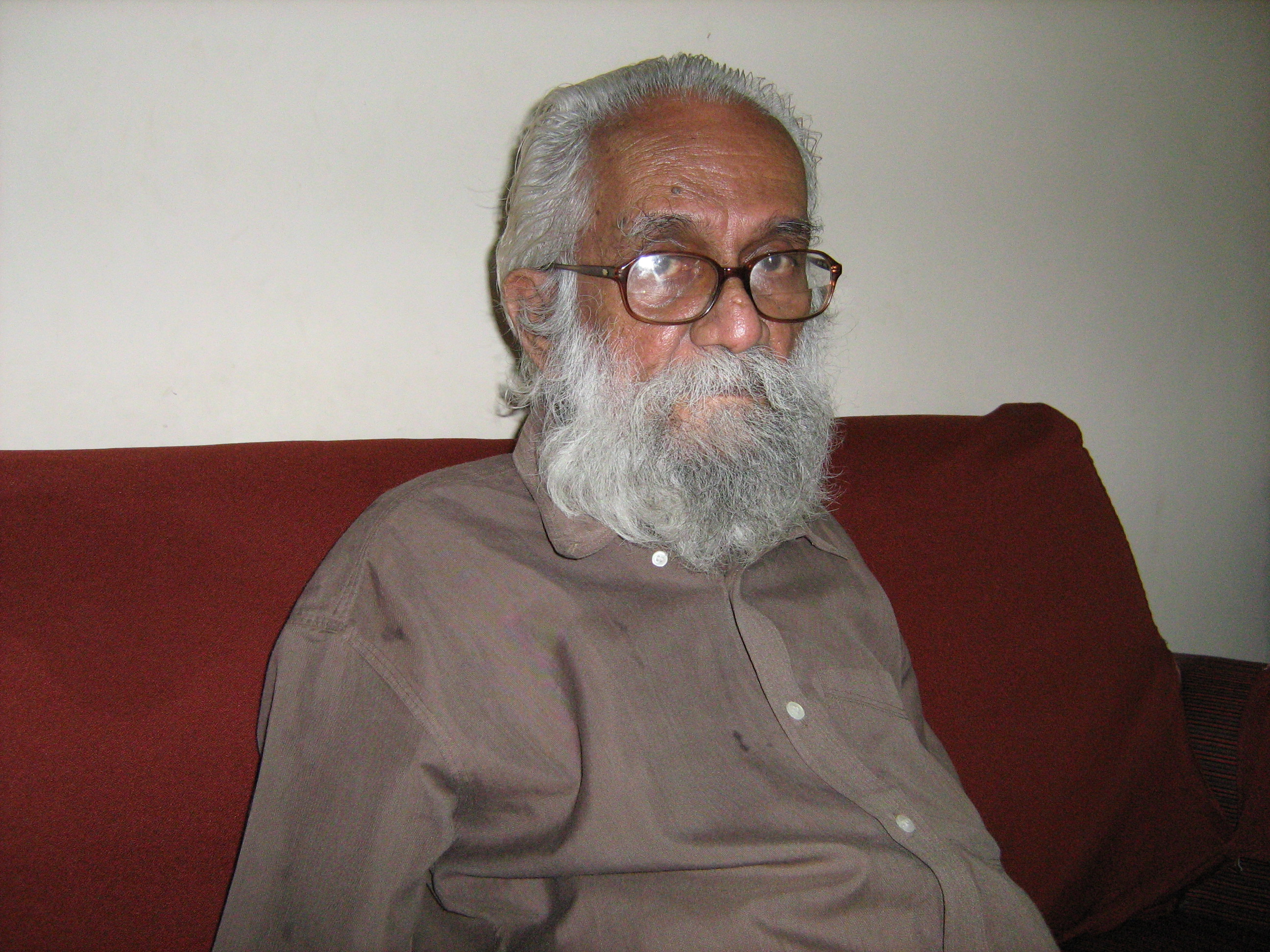
Basava Premanand

Basava Premanand (* 1930 in Kozhikode, Kerala; † 4. Oktober 2009) war ein indischer Skeptiker und Rationalist. Er war Gründer der Federation of Indian Rationalist Associations.

## Leben
Premanand wuchs als Sohn theosophischer Eltern auf. Er nutzte, wie James Randi, sein Wissen über Zaubertricks, um angeblich übernatürliche Kräfte mit natürlichen Erklärungen zu entlarven. Hierbei griff er besonders Sathya Sai Baba an. Er setzte sich für die Wissenschaft und gegen Religionen ein. Die von ihm gegründete Federation of Indian Rationalist Associations bereist Dörfer, um Menschen zu bilden und vor Gefahren der Religionen zu warnen. Auch gab er The Indian Skeptic heraus. Er folgte in seinem Wirken Abraham Kovoor.

## Werk (Auswahl)
- Saibabayude Kalikal
- Saidasikal Devadasikal
- Pinthirippanmarude Masterplan